# 小寺大介
小寺 大介（おでら だいすけ、1939年4月6日 - ）は、日本の俳優。本名は同じ。
岡山県出身。東京俳優生活協同組合に所属。

## 人物・略歴
元関西芸術養成所東演年間教室所属。
趣味はテニス、ゴルフ。特技は岡山弁。

## 出演

### テレビドラマ

#### NHK
- 大河ドラマ
  - 勝海舟 第29話「海軍伝習生春山弁蔵」（1974年） - 三条の雑掌
  - 獅子の時代（1980年） - 薩摩藩士
  - 峠の群像（1982年） - 大名
  - 徳川家康（1983年） - 使者
  - 山河燃ゆ（1984年）
  - 春の波涛（1985年） - 客
  - 春日局（1989年）
  - 翔ぶが如く（1990年） - 牧野忠雅
  - 太平記（1991年） - 広沢十郎
- 大石内蔵助
- 水曜時代劇→金曜時代劇
  - 御宿かわせみ 第2シリーズ 第4話「幽霊殺し」（1982年）
  - 武蔵坊弁慶（1986年） - 武将 役
  - 新・半七捕物帳（1997年）
- 連続テレビ小説
  - おしん（1983年 - 1984年）
  - 澪つくし（1985年） - 山川常務
- ドラマ10 / 詩城の旅びと（1989年）
  - 第1話「投書の女」
  - 第5話「愛の運命」
- 土曜ドラマ（NHK）
  - 官僚たちの夏（1996年）
  - 女たちの帝国（1997年）
  - 黄昏流星群（1997年）
- 水曜ドラマの花束 / 怒る男 わらう女（1999年）
- 月曜ドラマシリーズ / 菊亭八百善の人びと（2004年）
- 病院

#### NTV系列
- 太陽にほえろ!
  - 第221話「刑事失格!?」（1976年）
  - 第255話「本日多忙」（1977年）
  - 第270話「殿下とライオン」（1977年） - 作業員
  - 第281話「わかれ道」（1977年）
  - 第319話「年上の女」（1978年）
  - 第327話「爆弾」（1978年）
  - 第364話「スニーカー刑事登場!」（1979年） - 医師
  - 第373話「疑わしきは」（1979年） - 喫茶店店主
  - 第382話「甘ったれ」（1979年） - 自動車の持ち主
  - 第395話「爆破魔」（1980年）
  - 第438話「取調室」（1980年） - 白井秘書
  - 第441話「カーテン」（1981年） - 予備校講師※ノンクレジット
  - 第451話「ゴリ、勝負一発!」（1981年） - 監察医務院医師
  - 第461話「ドックのつぶやき」（1981年）
  - 第467話「スコッチ非情」（1981年） - 安田信雄
  - 第489話「帰ってきたボス -クリスマスプレゼント-」（1981年）
  - 第501話「ある巡査の死」（1982年） - 本庁刑事
  - 第533話「後輩」（1982年） - 巡査
  - 第539話「襲撃」（1983年）
  - 第546話「マミー刑事登場!」（1983年） - 北里研究所附属病院医師※ノンクレジット
  - 第559話「マザー・グース」（1983年） - 竹宮
  - 第573話「父と子の写真」（1983年） - 矢追警察病院医師
  - 第596話「戦士よ翔べ!」（1984年） - 派出所の警察官
  - 第619話「犯人の顔」（1984年） - 医師
  - 第625話「四色の電車」（1984年） - 月刊鉄道マニア編集長
  - 第641話「二度死んだ女」（1985年） - 不動産屋
  - 第658話「ラガーよ、俺たちはおまえがなぜ死んだか知っている」（1985年） - 岩田課長
  - 第670話「ドック潜入! 泥棒株式会社」（1985年） - 浅草南署捜査係長
  - 第678話「山村刑事の報酬なき戦い」（1986年） - 八崎市役所厚生課職員
  - 第685話「ロッキーの白いハンカチ」（1986年） - 医師
  - 第693話「わが子へ!」（1986年） - 千葉
  - 第701話「ヒロイン」（1986年） - 新聞記者※ノンクレジット
  - 太陽にほえろ!PART2
    - 第3話「老犬ムク」（1986年） - 東都中央病院医師
    - 第9話「見知らぬ侵入者」（1987年） - 岩本の友人
- 気まぐれ天使 第28話「拾ったチョコを食べないで!」（1977年）
- 大都会シリーズ
  - 大都会 PARTII
    - 第22話「最後の戦場」（1977年）
    - 第39話「グッドバイ1977」（1977年）
    - 第46話「霊感聖少女」（1978年）

  - 大都会 PARTIII
    - 第3話「捜査中止命令」（1978年）
    - 第42話「シージャック強盗団」（1979年）
    - 第45話「深夜の殺人者」（1979年）
- 西遊記シリーズ
  - パート1 第6話「悟空破門! 三妖怪の罠」（1978年）
  - パート2 第17話「泣くな八戒! 瞳の中の愛」（1980年）
- 探偵物語 第1話「聖女が街にやって来た」（1979年）
- 警視-K（1980年）
  - 第2話「コルトガバメントM1911」- 新聞記者
  - 第3話「自白への道」
- 桃太郎侍 第235話「海路はるばる喧嘩旅」（1981年） - 木曾屋吉兵衛
- 土曜グランド劇場→土曜ドラマ
  - 事件記者チャボ! 第1話（1983年） - 署員
  - 家なき子（1994年）
  - 新・俺たちの旅Ver.1999（1999年）
- 誇りの報酬 第22話「狂乱の拳銃」（1986年） - 鑑識員
- ジャングルシリーズ
  - ジャングル（1987年）
    - 第10話「捜査打ち切り命令」
    - 第12話「警察官蒸発」
    - 第30話「南から来た男」

  - NEWジャングル（1988年）
    - 第5話「幸福」 - バス乗客
    - 第16話「今どきの女」
- 火曜サスペンス劇場
  - 松本清張スペシャル・渡された場面（1987年）
  - 手話法廷 ろうあ者を巻き込んだ殺人未遂事件!（1990年）
  - 松本清張スペシャル・危険な斜面（1990年）
  - 西村京太郎スペシャル / 十津川警部の挑戦（1990年）
  - 女検事・霞夕子 第8作（1991年）
  - 灰色無罪（1993年）
  - 刑事・鬼貫八郎
    - 第2作「擬装心中」（1993年）
    - 第3作「完全犯罪」（1994年）
    - 第4作「ゆすり」（1994年）

  - 弁護士・朝日岳之助
    - 第6作「顔の見えない殺人者」（1995年）
    - 第7作「逆転証人」（1996年）

  - 街の医者・神山治郎 第2作「出産拒否」（2001年） - 平沢院長
- 刑事貴族 第9話「その時、哀しみの時が過ぎた」（1990年）
- 愛さずにいられない（1991年）
- ドラマシティー'92 / 生きている心臓（1992年）
- 失楽園（1997年）
- 永遠の仔（2000年）
- DRAMA COMPLEX / 都立水商!（2006年）
  - 第2話「コルトガバメントM1911」
  - 第3話「自白への道」

#### TBS
- 東芝日曜劇場→日曜劇場
  - 松本清張おんなシリーズ5・記憶（1978年）
  - 理想の上司（1997年）
  - カミさんなんかこわくない（1998年）
- Gメン'75
  - 第212話「変質者」（1979年） - 豊多摩署刑事
  - 第314話「赤いレインコートの暗殺者」（1981年） - 次席
  - 第330話「19歳の金髪美女強盗団」（1981年）
  - 第349話「カムバック・サーモン殺人事件」（1982年） - 多摩署捜査員
  - 第355話「サヨナラGメン'75 また逢う日まで」（1982年） - 警視庁採用面接担当者
- 噂の刑事トミーとマツ 第1シリーズ
  - 第8話「きまった! トミーの投げ銭」（1979年）
  - 第24話「アタリ! 女のカンなのね」（1980年） - 医師
  - 第46話「トミマツ卒倒! 新課長、死のドライブ」（1980年） - 田沢産業社員
- 秘密のデカちゃん 第2話「ゆうべの誓い・もう忘れたの!?」（1981年） - 記者
- ザ・サスペンス
  - 特急さくら殺人事件（1982年）
  - 四国連絡特急殺人事件（1983年）
  - 秘められた心中（1984年）
- スチュワーデス物語 第20話（1983年） - 総合最終試験試験官
- 水曜ドラマスペシャル / 松本清張スペシャル・支払い過ぎた縁談（1985年）
- 渡る世間は鬼ばかり 第1シリーズ（1990年）
- 若葉のころ（1996年）
- ウルトラマンダイナ 第10話「禁断の地上絵」（1997年） - 秋月博士
- ママチャリ刑事（1999年）
- 魔女の条件（1999年）
- 百年の物語（2000年）

#### CX
- 江戸の旋風シリーズ
  - 同心部屋御用帳 江戸の旋風IV 第16話「仇討ち姉妹」（1979年）
  - 同心部屋御用帳 新・江戸の旋風 第14話「行け! 三十俵二人扶持」（1980年）
- 大捜査線（1980年）
  - 第10話「誘拐」
  - 第17話「愛の哀しみ -婦人警察官-」
- 児童虐待調査員
- 松本清張サスペンス 隠花の飾り / 再春（1986年）
- おもいっきり探偵団 覇悪怒組 第29話「シークレットカードの謎」（1987年）
- 結婚の理想と現実（1991年）
- 世にも奇妙な物語（1992年）
  - 「顔色」
  - 「逆転」
- はるちゃん3 （1999年）
- 水曜劇場 / TEAM（1999年）
- 愛のソレア（2004年）
- CHANGE（2008年） - 朝倉誠

#### ANB→EX
- 土曜ワイド劇場
  - 死刑台のロープウェイ（1979年）
  - 帝銀事件 大量殺人・獄中32年の死刑囚（1980年）
  - 事故（1982年）
  - 家政婦は見た! 第2作（1984年）
  - 函館のおんな殺人旅行 横浜-神戸21時間、よみがえった青函連絡船（1991年）
  - 松本清張スペシャル・数の風景（1991年）
  - 松本清張作家活動40年記念・霧の旗（1991年）
  - 密会の宿 第7作「女たちの殺人慰安旅行」（1992年）
  - 松本清張スペシャル・書道教授（1995年）
  - 結婚詐欺殺人事件 美女5人を騙して2億を稼いだ美男の手口・信州千曲川、妻を殺し夫の遺骨を盗んだ真犯人Xの動機!（2005年）
  - 逆転弁護（2006年）
- 西部警察シリーズ
  - 西部警察
    - 第1話「無防備都市-前篇-」、第2話「無防備都市-後編-」（1979年） - 東京電波管理局局員
    - 第45話「大激走! スーパーマシン」（1980年） - マシンX開発者
    - 第47話「笛吹川有情」（1980年） - 石和南署刑事
    - 第68話「地獄からの使者」（1981年） - 警察病院医師

  - 西部警察 PART-II 第15話「ニューフェイス!!西部機動軍団」（1982年）
  - 西部警察 PART-III
    - 第8話「1983,西部署配属 -五代純-」（1983年） - オートバックス店長
    - 第20話「40億の罠」（1983年） - 報道部デスク
    - 第30話「謀殺のタイムリミット」（1983年） - 東部署刑事
    - 第41話「幻のチャンピオン」（1984年） - 佐伯の同僚（茶色スーツ）
    - 第49話「京都・幻の女殺人事件 -京都篇-」（1984年）
    - 第59話「跳べ! 探知犬リュウ」（1984年） - 医師
    - 第68話「愛の旅立ち」（1984年） - 医師
    - 最終回スペシャル「さよなら西部警察 大門死す! 男達よ永遠に…」（1984年） - 警視庁テロ対策本部メンバー
- 爆走!ドーベルマン刑事 第18話「黒バイ部隊VSハーレー軍団」（1980年）
- 生徒諸君!（1980年）- 田村僚一の父
- 走れ!熱血刑事
  - 第10話「友情のおとし穴」（1981年） - 薬局店主
  - 第18話「はめられた恐怖」（1981年） - マンション管理人
- 特捜最前線
  - 第235話「少女売春・夢を掘る男!」（1981年）
  - 第248話「殺人クイズ招待状!」（1982年）
  - 第258話「ヨコハマストーリー!」（1982年）
  - 第293話「木枯らしの街で!」（1982年）
  - 第300話「鏡の中の女!」（1983年）
  - 第311話「パパの名は吉野竜次!」（1983年）
  - 第322話「にっぽん縦断泥棒日記!」（1983年）
  - 第332話「殺人実写フィルムの友達!」（1983年）
  - 第366話「44000人の標的!」（1984年）
  - 第422話「姑誘拐・ニッポン姥捨物語!」（1985年）
  - 第439話「愛を撃つ女・暴かれた裏切りのレイプ!」（1985年）
- スーパー戦隊シリーズ
  - 大戦隊ゴーグルファイブ（1982年）
    - 第16話「レッド、危機一髪!」 - 医師
    - 第46話「超エネルギー出現」 - 委員

  - 超電子バイオマン 第4話「自爆! メカ人間」（1984年） - 警官
  - 超獣戦隊ライブマン 第4話「暴け! ダミーマン」（1988年） - ガス工場警備員
  - 未来戦隊タイムレンジャー 第43話「歴史修正指令」（2000年） - 役員
  - 爆竜戦隊アバレンジャー 第25話「開運! アバレ絵馬」（2003年） - 校長
  - 特捜戦隊デカレンジャー 第14話「プリーズ・ボス」（2004年） - 教授
- 私鉄沿線97分署
  - 第8話「暴走族にグッドバイ!」（1984年）
  - 第30話「栄転! サヨナラ杏子ちゃん!!」（1985年）
  - 第43話「駆け落ち夫婦にラブソング!?」（1985年）
- はぐれ刑事純情派
  - 第1シリーズ（1988年）
  - 第5シリーズ 第19話「待っている女・死体から鳴る電話」（1992年）
  - 第7シリーズ 第5話「カラオケ女医者、血痕のついた引き出物」（1994年）
- メタルヒーローシリーズ
  - 特警ウインスペクター 第4話「命を運ぶドロボウ」（1990年） - 病院長
  - 特救指令ソルブレイン 第37話「哀しいヒットマン」（1991年） - 孤児院院長
  - 特捜エクシードラフト 第21話「わたしはサイコ」、第22話「わたしはサイコ II」（1992年） - 大林博士
- ゴリラ・警視庁捜査第8班 第36話「スイートメモリー」（1990年）
- 代表取締役刑事
  - 第1話「昨日・今日・明日」（1990年）
  - 第43話「わが家の楽園」（1991年）
- さすらい刑事旅情編
  - さすらい刑事旅情編IV 第18話「金曜日の暴行魔! 偽りの遺留品」（1992年）
  - さすらい刑事旅情編V 第13話「山形新幹線・殺意の名将戦振り飛車の女」（1993年）
- 風の刑事・東京発! 第14話「北九州行き! 結婚サギ師の女」（1996年）
- 月曜ドラマ・イン / 研修医なな子（1997年）
- はみだし刑事情熱系 PART2 第21話「涙の緊急手配! 改造拳銃を買った女」（1998年）
- 相棒 season1 第1話「警視総監室にダイナマイト男が乱入！刑事が人質に!? 犯罪の影に女あり…」（2002年10月9日） - 仲宗根常務 役
- 仮面ライダー龍騎 第44話「ガラスの幸福」（2002年） - 百合絵の父 役
- 生放送はとまらない!（2003年）
- 木曜ドラマ / アタックNo.1（2005年）
- 警部補 矢部謙三 第4話（2010年4月30日） - 六葉建設社長 役

#### 12ch→TX
- 大江戸捜査網
  - 第401話「遊女が明かす連続爆破の謎」（1979年）
  - 第506話「荒野に散った夫婦花」（1981年）
  - 第513話「新隠密登場 謎の慶長小判」（1981年）
  - 第633話「涙の再会！素浪人はぐれ唄」（1984年） - 商人風の男
  - 第639話「振り袖 情炎ふたり旅」（1984年） - 百姓
- スパイダーマン
  - 第26話「絶対ピンチのにせものヒーロー」（1978年） - 刑事A
  - 第37話「地獄からの密使 えん魔大王」（1979年） - 警官A
- 超光戦士シャンゼリオン 第19話「ご令嬢、これ異常」（1996年） - 篠原教授
- そば屋梅吉捕物帳 第23話「影の軍団夜を飛ぶ」(1980年)

### 映画
- 太陽を盗んだ男（1979年）
- 修羅の伝説（1992年）
- 高校教師（1993年）
- 四十七人の刺客（1994年）
- ゴジラVSデストロイア（1995年） - 国家公安委員[2]
- 梅雨の記

#### Vシネマ
- 闇ゴルファー 仕掛人列伝 - 大沢紀男 役
- THE レイプマン4

### CM
- ミツカン
- エスエス製薬 ガストール
- 花王 エコナ

### 舞台
- どん底